# نادي فيلادلفيا للكريكيت

شعار النادي

نادي فيلاديلفيا كريكيت (بالإنجليزية: Philadelphia Cricket Club)‏ نادي أمريكي . تم تأسيس النادي في سنة 1854 وهو أقدم نادي ريفي في الولايات المتحدة.